# Damián Suárez Couto
Damián Suárez Couto (2007) es un deportista español que compite en acuatlón. Ganó una medalla de plata en el Campeonato Mundial de Acuatlón de 2025.

## Palmarés internacional
| Campeonato Mundial | Campeonato Mundial  | Campeonato Mundial | Campeonato Mundial |
| Año                | Lugar               | Medalla            | Prueba             |
| ------------------ | ------------------- | ------------------ | ------------------ |
| 2025               | Pontevedra (España) | Medalla de plata   | Individual         |